# Swaziland aux Jeux olympiques d'été de 2008
Le Swaziland participe aux Jeux olympiques d'été de 2008 à Pékin. Il s'agit de sa 8e participation à des Jeux d'été.

## Athlètes engagés

### Athlétisme

#### Hommes
| Epreuve      | Athlète      | Séries        | Séries | Quarts de finale | Quarts de finale | Demi-finales | Demi-finales | Finale   | Finale |
| Epreuve      | Athlète      | Résultat      | Rang   | Résultat         | Rang             | Résultat     | Rang         | Résultat | Rang   |
| ------------ | ------------ | ------------- | ------ | ---------------- | ---------------- | ------------ | ------------ | -------- | ------ |
| 1 500 mètres | Isaiah Msibi | 3 min 51 s 35 | 12e    | -                | -                | -            | -            | -        | -      |

#### Femmes
| Épreuve    | Athlète             | Séries   | Séries | Quarts de finale | Quarts de finale | Demi-finales | Demi-finales | Finale   | Finale |
| Épreuve    | Athlète             | Résultat | Rang   | Résultat         | Rang             | Résultat     | Rang         | Résultat | Rang   |
| ---------- | ------------------- | -------- | ------ | ---------------- | ---------------- | ------------ | ------------ | -------- | ------ |
| 400 mètres | Temalangeni Dlamini | 59.91    | 8e     | -                | -                | -            | -            | -        | -      |

### Boxe
- Mi-mouches : Simanga Shiba[1]

## Liste des médaillés

### Médailles d'Or
| Sport              | Discipline | Sportifs | Performance |
| Médailles d'or : 0 |            |          |             |

### Médailles d'Argent
| Sport                  | Discipline | Sportifs | Performance |
| Médailles d'argent : 0 |            |          |             |

### Médailles de Bronze
| Sport                   | Discipline | Sportifs | Performance |
| Médailles de bronze : 0 |            |          |             |